# FC Rot-Weiß Koblenz
Der FC Rot-Weiß Koblenz e. V., kurz RWK oder als Selbstbezeichnung die 11 vom deutschen Eck, ist ein Fußballverein aus Koblenz in Rheinland-Pfalz. Er entstand 2021 durch die Ausgliederung der Fußballabteilung der TuS Rot-Weiß Koblenz. Die erste Herren-Mannschaft spielt in der fünftklassigen Oberliga Rheinland-Pfalz/Saar.

## Geschichte
Die Wurzeln des Vereins liegen bei der Fußballabteilung des Mehrspartenvereins TuS Rot-Weiß Koblenz, der am 14. Juni 1947 gegründet wurde. Unter dem Dach des TuS Rot-Weiß spielte die Mannschaft jahrzehntelang auf lokaler Ebene. Anfang der 1950er Jahre wurden die Rot-Weißen von Weltenbummler Rudi Gutendorf trainiert. In den 2010er-Jahren begann dann ein sportlicher Aufschwung. Die Koblenzer stiegen 2016 in die fünftklassige Oberliga Rheinland-Pfalz/Saar und drei Jahre später in die Regionalliga Südwest auf. In den Jahren 2018, 2021 und 2023 gelang Rot-Weiß jeweils die Qualifikation für den DFB-Pokal.
Bereits seit 2018 wurde die Idee verfolgt, die Fußballabteilung aus dem Mehrspartenverein auszugliedern. Laut dem Vorsitzenden des TuS Rot-Weiß Harald Annemaier war der Schritt in die Selbständigkeit für die Fußballer „dringend geboten“, denn „die finanziellen Dimensionen in der vierten Liga sind in einem breitensportlich aufgestellten Mehrspartenverein nicht zu realisieren“. Am 1. Juli 2021 traten die Mitglieder der Fußballabteilung des TuS Rot-Weiß dem neuen Club bei, während beim Mutterverein die Fußballabteilung aufgelöst wurde.
In der ersten Runde des DFB-Pokals 2021/22 unterlagen die Koblenzer dem SSV Jahn Regensburg mit 0:3. In der Saison 2022/2023 stieg der FC Rot-Weiß Koblenz aus der Regionalliga Südwest in die Oberliga Rheinland-Pfalz/Saar ab.

## Stadion

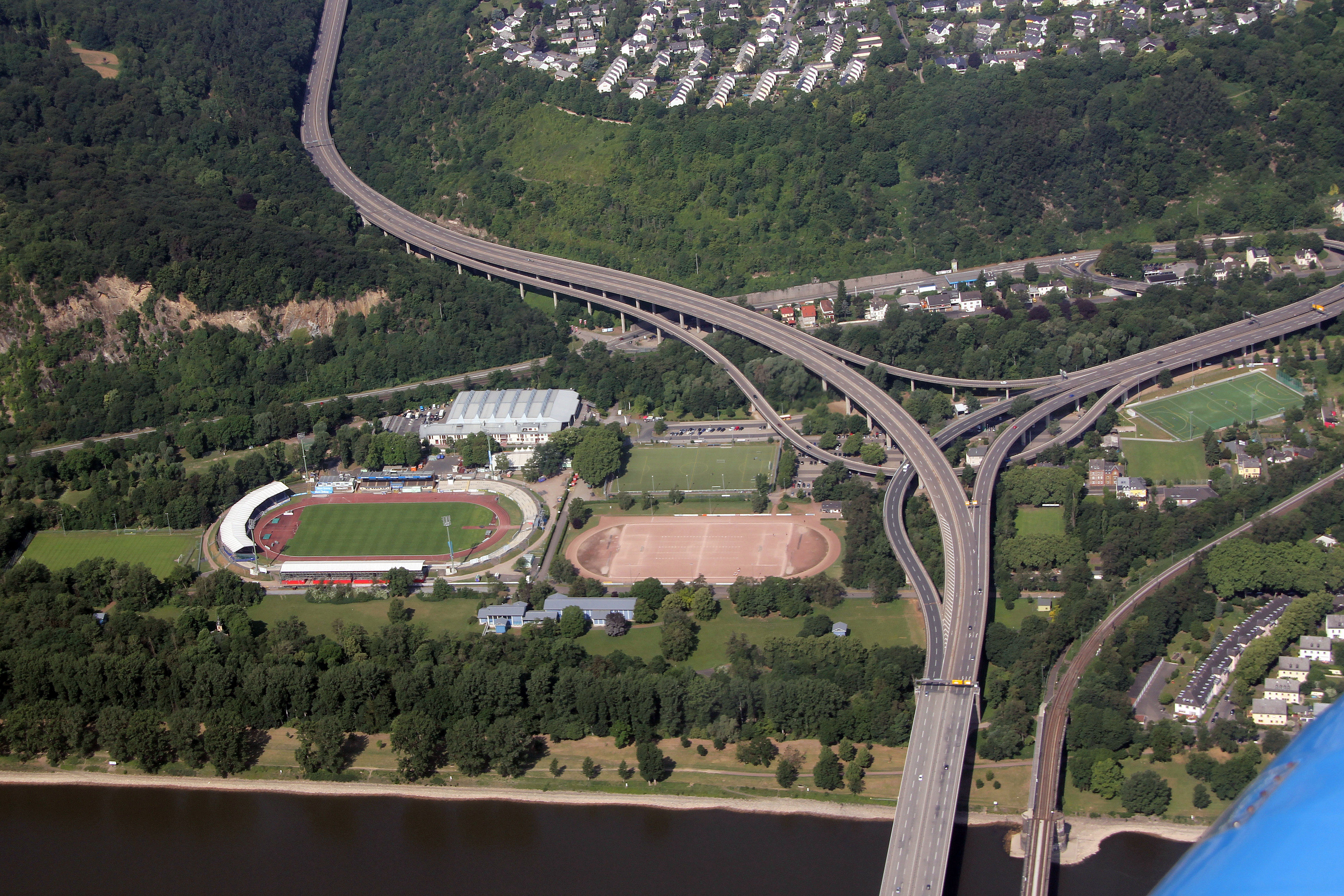
Das Stadion Oberwerth im Sportpark Oberwerth 2011

Heimspielstätte ist seit Juli 2018 das Stadion Oberwerth, welches sich der FC Rot-Weiß mit dem Lokalrivalen TuS Koblenz teilt. Das Stadion wurde im Jahre 1920 eröffnet und ist Teil des Sportpark Oberwerth. Es hieß bis 1933 Amerikaner-Stadion, dann bis 1945 Hermann-Göring-Kampfbahn und 1945 kurzzeitig Stade de Gaulle. Das Stadion Oberwerth hat eine Kapazität von 9.500 Plätzen, davon 2.000 überdachte Sitzplätze und 7.500 unüberdachte Stehplätze. Das Spielfeld ist von einer Leichtathletiklaufbahn umgeben.

## Erfolge
Bis zum 30. Juni 2021 als TuS Rot-Weiß Koblenz, danach als FC Rot-Weiß Koblenz
- Meister der Rheinlandliga und Aufstieg in die Oberliga Rheinland-Pfalz/Saar: 2016
- Meister der Oberliga Rheinland-Pfalz/Saar und Aufstieg in die Regionalliga Südwest: 2019
- Sieger des Qualifikationsspiels für den DFB-Pokal: 2021
  - dadurch Teilnahme am DFB-Pokal: 2021/22 als FC Rot-Weiß Koblenz
- Rheinlandpokalsieger: 2018, 2021, 2023

## Platzierungen
Der FC Rot-Weiß Koblenz hat in den letzten 10 Jahren folgende Platzierungen im Ligawettbewerb erreicht:
11
| Saison    | Punktzahl | Endplatzierung | Spielklasse                                   |
| --------- | --------- | -------------- | --------------------------------------------- |
| 2015/2016 | 79        | 1              | Fußball-Rheinlandliga                         |
| 2016/2017 | 57        | 5              | Fußball-Oberliga Rheinland-Pfalz/Saar 2016/17 |
| 2017/2018 | 52        | 7              | Fußball-Oberliga Rheinland-Pfalz/Saar 2017/18 |
| 2018/2019 | 71        | 1              | Fußball-Oberliga Rheinland-Pfalz/Saar 2018/19 |
| 2019/2020 | 5         | 18             | Fußball-Regionalliga Südwest 2019/20          |
| 2020/2021 | 56        | 10             | Fußball-Regionalliga Südwest 2020/21          |
| 2021/2022 | 39        | 14             | Fußball-Regionalliga Südwest 2021/22          |
| 2022/2023 | 27        | 17             | Fußball-Regionalliga Südwest 2022/23          |
| 2023/2024 | 61        | 6              | Fußball-Oberliga Rheinland-Pfalz/Saar 2023/24 |
| 2024/2025 | 45        | 8              | Fußball-Oberliga Rheinland-Pfalz/Saar 2024/25 |